# Belle Époque
『Belle Époque』（ベル・エポック）は、ALI PROJECTの21枚目（インディーズから通算）のオリジナルアルバム。2021年12月22日に徳間ジャパンコミュニケーションズから発売された。

## 収録曲
1. アタシ狂乱ノ時代ヲ歌ウ [4:08]
  - イントロにゴットシャルクの『Grand Tarantelle(大タランテラ舞曲)』が引用されている。
2. 転生離宮へ [4:09]
  - アウトロのピアノはブラームスの『3つの間奏曲 第2曲』が引用されている。
  - イントロにPRODUCER LOOPSのサンプル音源『EPIC CINEMATIC ANTHEMS』より「Devil'sArmy」が利用されている。
  - 2番～3番の間奏にセルゲイ・ラフマニノフの『幻想的小品集 悲歌』が引用されている。
3. 大正撫子モダンガール [4:08]
4. Café d'ALIで逢いましょう [3:48]
  - イントロ、間奏にパガニーニの『24の奇想曲 第24番』が引用されている。
5. 恋闇路 [4:32]
  - サビにBIG FISH AUDIOのサンプル音源『MODERN HIP HOP』より「kit 40」が利用されている。
  - イントロにもソフト音源が利用されていると思われる。
6. ドリアンヌ嬢の肖像 [4:45]
  - サビにEQUINOX SOUNDSのサンプル音源『CINEMATIC STRINGS ENSEMBLE』より「A Lie[2]」が利用されている。その他、同音源よりサビラストには「Against The Tide 2[3]」「Top Seller[4]」が、2番~3番の間奏には「Joy and Sorrow[5]」が利用されている。
7. 君影草 [4:29]
8. 令和燦々賛歌 [4:36]
  - Cメロにゴットシャルクの『Grand Tarantelle(大タランテラ舞曲)』が引用されている。
  - この曲で大正（大正撫子モダンガール）、昭和（昭和恋々幻燈館）、平成（平成日本残酷物語）、令和（令和燦々賛歌）と4つの元号が頭についた曲が揃っている。
9. 日出づる万國博覧会 [4:14]
  - サビにピョートル・チャイコフスキーの『四季 謝肉祭』が引用されている。
  - 2番~3番の間奏にEQUINOX SOUNDSのサンプル音源『CINEMATIC STRINGS ENSEMBLE』より「Kissing You Goodbye 2[6]」「A Never Ending Song Chorus[7]」が利用されている。
  - アウトロにBIG FISH AUDIOのサンプル音源『CINEMATIC ORCHESTRAL THEMES』より「Pentatonic[8]」が利用されている。
  - イントロ、AメロにPRODUCER LOOPSのサンプル音源『8-BIT TRAP』より「Whatever」が利用されている。
  - イントロのファンファーレはVIENNAのサンプル音源『VIENNA FANFARE TRUMPETS』よりクリスティアン・カーディス(Christian Kardeis)作曲のデモ音源「Fanfare trumpets」を利用している。
10. Art de Vivre (instrumental) [3:48]
  - 冒頭のピアノはブラームスの『3つの間奏曲 第2曲』が引用されている。
11. 森の祭典(通常盤のみ) [3:48]